# Цзінмай О'Коннор
Цзінмай Кетлін О'Коннор (англ. Jingmai Kathleen O'Connor, кит.: 邹晶梅; нар. 26 серпня 1983) — американсько-китайська палеонтологиня. Відома описанням численних таксонів вимерлих птахів, працює куратором у Музеї Філда.

## Біографія
О'Коннор народилася в місті Пасадена в Каліфорнії. Її мати — геологиня.
О'Коннор закінчила Західний коледж за спеціальністю геологія. Ще студенткою, вона пішла працювати у відділ палеонтології Музею природознавства округу Лос-Анджелес, де працювала з Сяомін Ванем. 2009 року здобула ступінь доктора філософії в Університеті Південної Каліфорнії. Вона вивчала стародавніх птахів разом з Луїсом М. Чіаппе та доктором Девідом Боттьєром.
Здобувши ступінь доктора філософії, О'Коннор переїхала до Пекіна, де працювала постдоктором в Інституті палеонтології та палеоантропології хребетних. Працюючи з Чжоу Чжунхе, вона дослужилася до посади професора, продовжуючи свої дослідження стародавніх птахів.
Під час перебування в Інституті О'Коннор була частиною команди, яка зробила відкриття незвичайних решток енанціорнісів, збережених у бірманському бурштині. Команда виявила повністю пернаті крила, ноги і навіть цілих пташенят. З командою, а також як перший автор, проф. О'Коннор опублікувала висновки, які показують, що енанціорнітини мали повністю сучасне пір'я, уточнили композиції пір'я та мускулатуру декількох видів.
У 2019 році О'Коннор була нагороджена премією Чарльза Шухерта від Палеонтологічного товариства. Нагороду присуджують щороку особі віком до 40 років, робота якої відображає досконалість та перспективи в галузі палеонтології.
У 2020 році О'Коннор повернулася до США, ставши асоційованим куратором викопних рептилій у Музеї Філда. Вона продовжує публікувати публікації, а в 2021 році стала співавтором статті про відкриття кристалів кварцу в шлунку енанціорнітів. Вона також проводить дослідження в колекції музею, вивчаючи таємничі діри в щелепі тиранозавра Сью.